# Hassania d’Agadir
Hassania Union Sport d'Agadir, oft mit HUSA abgekürzt, ist ein marokkanischer Fußballverein aus Agadir. 
Die 1946 gegründete Mannschaft, deren Vereinsfarben Rot und Weiß sind, spielt aktuell in der ersten Liga. Bisher konnte der marokkanische Meistertitel zweimal errungen werden. Zudem stand man 1963 im Finale des Coupe du Trône, dem nationalen Pokal.
Die Heimspiele trägt Hassania im Stadion Adrar aus, das Platz für 45.480 Anhänger bietet.

## Erfolge
- Marokkanischer Meister: 2002, 2003
- Marokkanischer Zweitligameister: 1996

## Ehemalige bekannte Trainer
- Ion Oblemenco (1996)
- Aurel Țicleanu (2004)